# Câu cá sông
Câu cá sông hay câu cá bờ sông là hoạt động câu cá diễn ra trên vùng sông nước, thông thường là người câu đứng trên bờ sông và quăng câu, xả mồi. Câu cá sông được nhiều người yêu thích bởi sự thoải mái, tao nhã của bộ môn câu cá giải trí này. Nhất là đối với những khu vực sông nước như miền Tây Nam Bộ Việt Nam, nơi phong phú các loài cá nước ngọt, câu cá sông trở thành thói quen của nhiều người ở đây, vừa là mưu sinh và giải trí. 

## Tổng quan
Cá sông là các loài cá nước ngọt. Theo quan niệm của người miền Tây ở Việt Nam thì cá vùng nước ngọt có hai loài cá sông và cá đồng. Cá sông còn được hiểu là cá trắng và cá đồng còn được gọi là cá đen. Loài cá sông là loài cá sống trong các sông rạch, còn loài cá đồng là các loài cá sống trên các lung vũng, đìa bàu, nói chung là sống trên đồng.
Việc phân biệt như vậy cũng chỉ là cách phân biệt tương đối vì sông nước Miền Tây và đồng ruộng nơi này có mùa nước lên và nước giựt, nên khi nước lên thì cá đen, cá trắng cũng tràn lên đồng; đến khi nước giựt thì cá trắng về sông nhưng cá đen cũng theo nước giựt rút xuống các kinh rạch giống như cá trắng; chỉ còn một số thì kẹt lại các lung vũng, đìa bàu hoặc các ngọn mương, ngọn rạch còn chút ít nước.
Cá sông khi ăn mồi thì luôn rỉa miếng mồi theo kiểu từ từ, cẩn thận. Khi rỉa mãi mà miếng mồi không sứt mẻ được miếng nào vào mồm thì nó mới nuốt luôn cả miếng và kéo đi. Khi dây câu bị kéo căng thì thực chất miếng mồi đã được cá nuốt nên không cần giật mà chỉ cần phăng dây câu vào. Nếu cá lớn thì phải chuẩn bị vợt. Cá đồng thì chúng phàm ăn và ăn liên tục, khi thấy có con ăn thì nhiều con khác thường lao vào tranh giành, chẳng hạn như cá rô.
Các loại cá sông như cá chép, cá trê, cá trắm, cá hú, cá ngát,… thường ăn mồi trên mặt nước và tập trung lại với nhau. Cá sông thường có tập tính ăn rỉa mồi theo kiểu từ từ nên các cần thủ cần có sự kiên trì và có sức chịu đựng bền bỉ. Khi rỉa mãi mà chẳng vào mồm được miếng nào thì bắt đầu ăn luôn cả miếng mồi to. Khi dây câu đã bị kéo căng thì đó là lúc mà miếng mồi đã bị cá ăn mất rồi nên không cần phải giật dây mà chỉ cần phăng dây câu vào.
Trong trường hợp nếu cá lớn thì cần chuẩn bị vợt sẵn để hứng cá sau khi đã vờn lượn một lúc để cá thấm mệt thì mới dễ lôi vào. Không phải loài cá nào cũng giống nhau về cách câu, cách ăn mồi. Người miền Tây Nam Bộ xưa câu cá rất tinh tế, đặc biệt là người sống ở thôn quê. Từng thời điểm, từng loại cá họ đều có cách câu khác nhau tương ứng với điều kiện mùa vụ và hệ thống sông rạch chằng chịt.

## Phương thức
Khi đi câu cá sông nên canh con nước, câu sông thường chọn con nước ươn để câu, khi những cơn mưa bắt đầu từ tháng 6 đến tết là thời gian lý tưởng cho những chuyến câu ở miền Tây Việt Nam. Vị trí câu cá cũng là yếu tố quan trọng quyết định mức độ cắn câu, câu cá ở sông, thường lựa chọn chỗ có bụi rậm, tre, ghềnh đá, những nơi có vật cản, tại đó cá theo con nước sẽ tập trung đông đúc. Dụng cụ cần là cần câu, dây câu và lưỡi, cần bộ lưỡi câu nhẹ. Các lạch nhỏ thường có nước trong, cần dây câu nhẹ để tránh cá bị sợ.
Cá thường tập trung ở những vùng nước có khả năng có mồi tự nhiên nhiều nhất. Chọn những vùng đó để câu. Đôi lúc nó nằm ngay ở bề mặt, đôi lúc nó ở dưới đáy. có thể đứng ở cuối dòng nước và tung dây câu ngược lên phía trên dòng chảy và chờ cho mồi câu trôi dạt xuống. Điều này khiến mồi câu trôi dạt tự nhiên nhất đối với cá. Vì côn trùng và giun thường trôi dạt theo dòng sông trên cùng một con đường. Thả mồi câu nên xác định chỗ câu sâu hay cạn và thả rê theo dòng nước để định vị vị trí. Những loại cá thích ăn nổi như cá chẽm, cá hồng thả phao cùng mồi nổi và những loại ăn chìm nên gắn chì và phao chìm để biết lúc nào cá sẽ cắn câu. Cá trong lạch thường ưa thích những loại côn trùng nhỏ như dế cào cào, giun. 

### Mồi câu

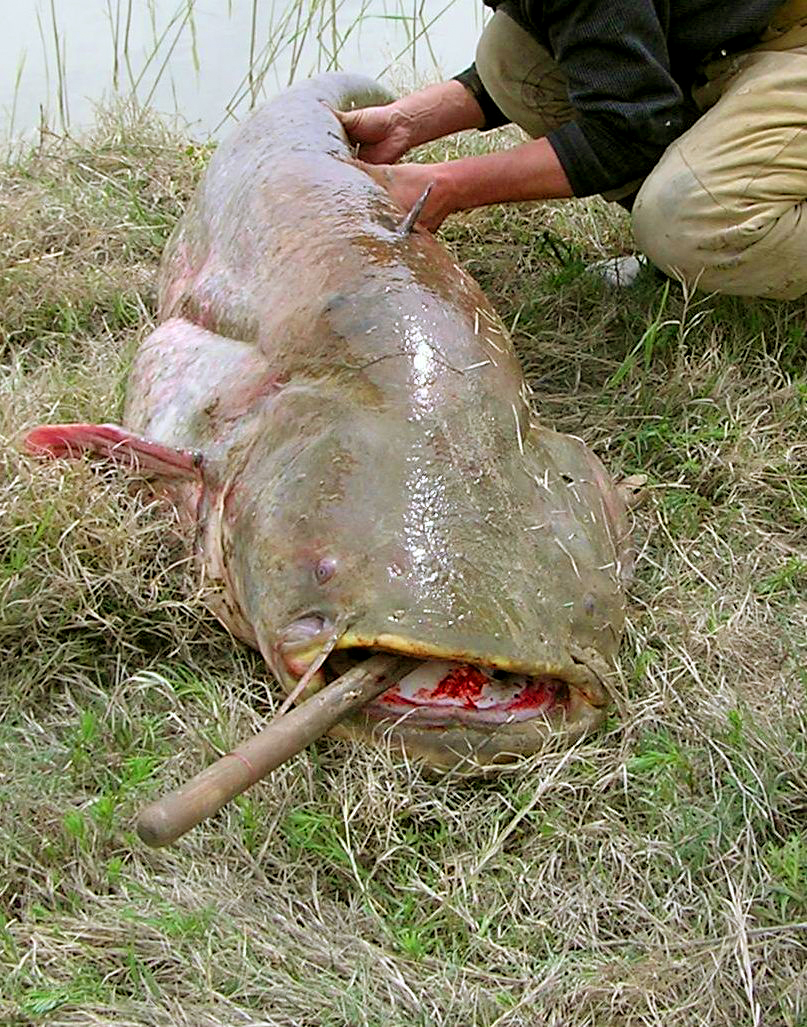
Một con cá nheo dính câu

Chọn mồi câu cá sông thì phải chọn mồi để không bị vỡ khi cá rỉa. Mồi phải dai và có sức chịu đựng được những cú rỉa mồi. Mồi câu cá ngát, nếu chọn mồi trùn thì dễ dàng bị cá rỉa nên chất lượng của buổi câu không cao, có thể hết cả lon trùn mà chẳng dính con nào dù mùi tanh của trùn cũng dẫn dụ được lũ cá bu đến. Nên chọn gián vì gián có mùi hôi rất đặc trưng, khó bị rách thịt và nát. Khi câu cá sông, nên chọn những loại mồi câu tự nhiên như tôm, hay giun đất. Phải biết được loại cá cần câu là loại nào để chọn mồi thích hợp.
Cá sông gồm rất nhiều loại trong đó cá bông lau, cá phi, cá chốt, cá tra, cá trê, cá bống…là những loại cá đặc trưng được câu nhiều nhất vùng miền Tây. Với mỗi loại cá, có loài ăn côn trùng, có loài ăn thực vật, với từng loài cá khác nhau có các loại mồi riêng cho chúng. Các loại mồi cho cá sông được nhiều người chia sẻ như: tôm nhỏ, cá nhỏ, trùn, cải xà lách, cám trộn, trứng kiến vàng, chuối, gián. Đặc biệt đối với cá bông lau, là dùng loại mồi có mùi thối mới dụ được chúng. Thường bông lau ăn nước chìm, đi theo bầy và cũng dễ say mồi. Một khi trúng mồi thì có khi trúng được đàn cá.
Loại cá soát và cá bụng thích ăn mồi con gián. Vào mùa nước lên tháng tám, tháng chín dân quê thường câu hai loại cá này bằng mồi con gián. Người ta chọn những bến sông nào êm êm, ngồi nơi mũi xuồng, một tay cầm cái miểng vùa có đục lổ nhỏ múc đầy nước cho nó chảy xuống mặt nước, tay kia cầm cần câu móc mồi con gián thả ngầm trong nước. Cá nghe tiếng nước chảy từ nơi gần nào đó rồi xúm nhau lội lại chỗ có nước xao động kiếm ăn và gặp lưỡi câu có mồi gián là chúng thích và cá soát, cá bụng chúng đều dính câu vì chúng vừa dạn ăn và vừa thích loại mồi gián này.
Có phương cách làm mồi câu cá lăng rất độc đáo, con cá dính câu bị kéo lên xuồng, đem chặt đuôi thả lại, một lúc sau sẽ lại bị bắt vì mê mồi: Cá linh làm thật sạch, thái lấy hai miếng thịt hai bên lưng, đem trộn với thịt ba rọi xắt bằng ngón tay. Tất cả phần thịt cá linh và thịt heo này được ủ trong một cái hũ cải tù xoại với món thuốc bắc gồm đại hồi, tiểu hồi, cam thảo. Mồi ủ khoảng 5-7 ngày là đem ra câu cá lăng được. Sau này, người ta cũng dùng ba loại thuốc bắc này trộn với xác mắm cá linh đã lượt lấy cốt làm nước mắm, làm mồi đặt lọp tép, cá chạch.

### Kiểu câu
Có các câu bằng loại lưỡi không ngạnh, vọng nhỏ, mũi ngắn được uốn từ cây kim may vá áo quần. Mồi cám rang thơm được xả trên mặt nước, cá nghe mùi thơm bâu lại. Không cần phải chờ cá rỉa mồi, dân câu chỉ nhấc, hạ cần lên xuống liền tay, đều nhịp. Cá thấy hạt cườm tưởng là miếng mồi, chúng nuốt vội và mắc vào lưỡi câu. Khi cá dính câu, họ cũng không ngừng lại gỡ cá mà chỉ cần hạ nhẹ đầu cần xuống cái rổ đặt vừa với tầm của ngọn cần là cá dính câu tự động rơi ra.

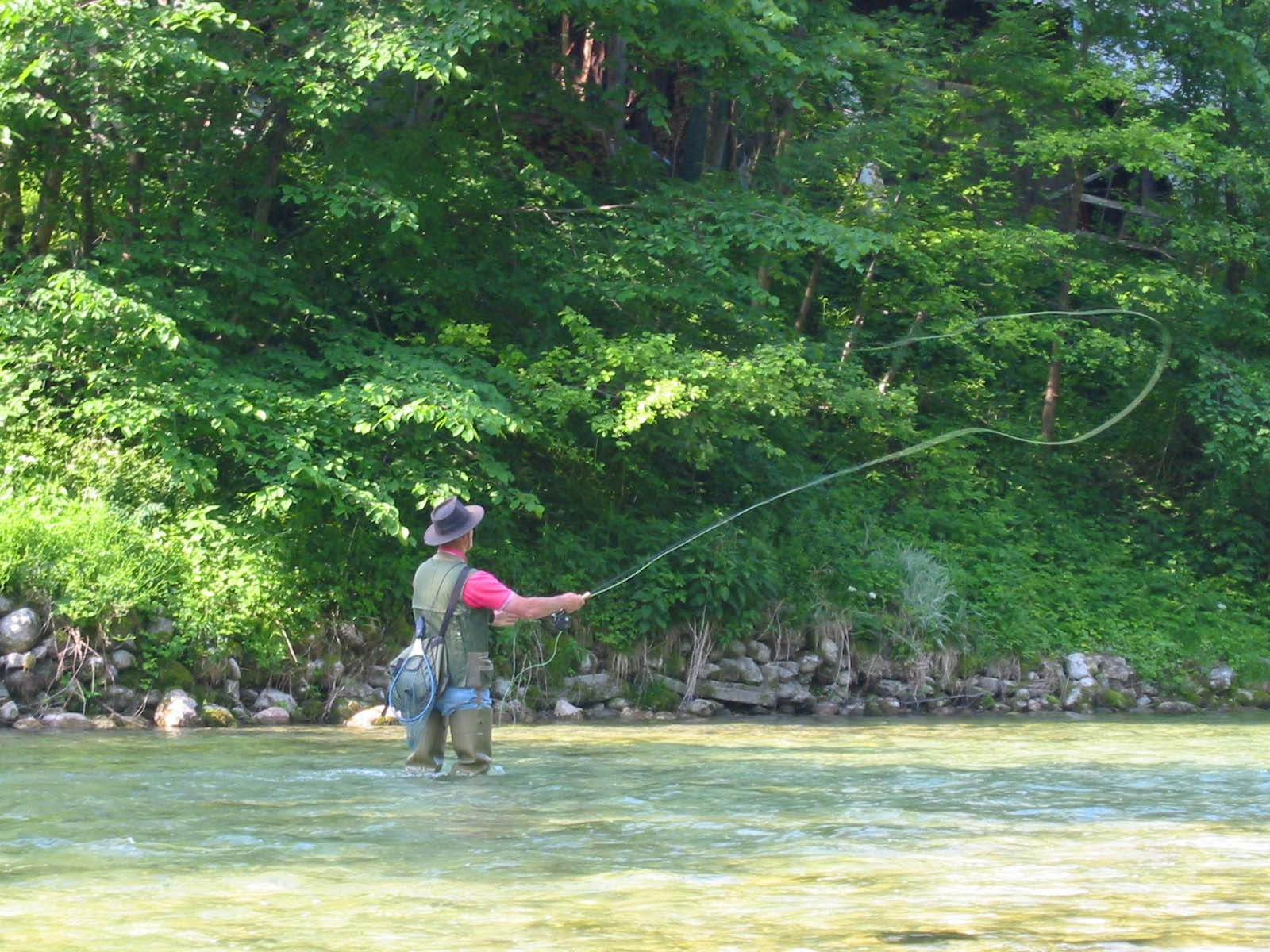
Một cần thủ đang quăng câu ở một khúc sông

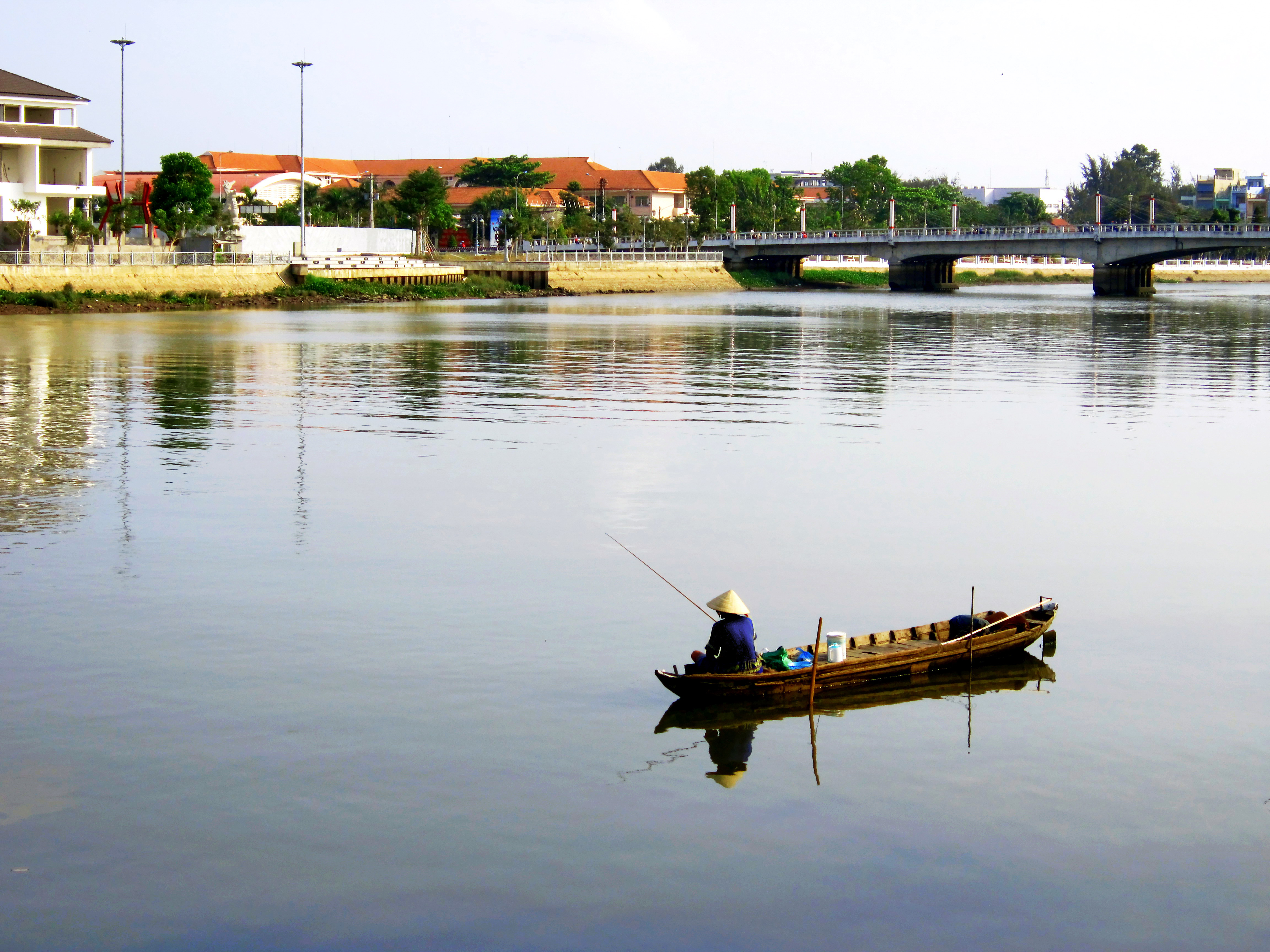
Câu cá ở An Giang

Ở miền Tây, vào mùa nước, vì nước rất trong nên ở nhà sàn thấy từng đàn cá trê trắng bơi, núp quanh nống nhà. Trẻ con chỉ cần ngồi trên sàn, khoét một cái lỗ, câu cá trê trắng bằng mồi trùn. Cá trê dính nhiều vì chúng rất dạn ăn, câu cá vồ (cá tra), cá sát bằng mồi gián cánh thì cần bơi xuồng xuống bến sông hoặc ở ngay trong góc sân, nơi có cái lẫm chứa lúa. Một tay cầm cần câu, tay kia cầm cái mủng dừa chứa đầy nước, rồi rót nước chảy xuống để nhử cá bu lại. Khi nghe mùi hôi của con gián cánh, chúng xúm nhau giành mồi và người câu giật để bắt.
Đến mùa câu, tùy theo địa hình lung, vũng mà dân quê sáng chế thêm kiểu thả câu bằng phao. Kiểu này đơn giản hơn, rường câu không cần dài, chỉ cần một cái phao làm bằng ống sậy dài 4–5 cm. Giữa ống sậy tóm một nhợ câu dài khoảng 8 tấc với lưỡi câu đúc hoặc dấu ó ở cuối nhợ. Mồi trùn hoặc mồi cắt được móc vào lưỡi, sau đó căng nhợ câu, gài vào hai đầu ống sậy thật gọn để các lưỡi câu không dính, rối vào nhau. Tất cả các ống sậy có lưỡi câu, có mồi này được chứa trong một cái túi.
Người câu mang túi trên vai, hoặc bỏ trên khoang xuồng, đến các lung- vũng có cá. Họ dọn cỏ một chỗ thật trống, lấy ống sậy ra, gỡ lưỡi câu đặt vào chỗ mới dọn, rồi tiếp tục dọn chỗ khác dành cho ống câu tiếp theo. Cá mắc câu kiểu này ít khi bị sẩy, vì chúng nuốt xong mồi, biết dính lưỡi, theo bản năng sinh tồn sẽ quấn mình vào gốc cỏ tìm cách thoát thân. Nhưng càng quấn vào thì càng mắc kẹt. Kiểu câu này gần giống câu ngầm nên cá câu được thường là cá lóc, cá trê vàng, cá trê trắng.
Đối với cá thiểu, loài cá này có thể cùng câu bằng cách dùng lưỡi câu uốn bằng kim may áo quần, gắn hột cườm màu đỏ vào lưỡi câu rồi rang cám cho thơm nhữ mồi và người câu cá chỉ cần chọn nền nào vừa êm, vừa mát và nhất là không có tàn nhánh cây vướng nhợ câu và cứ thế ngồi cầm cần câu vừa ném xuống vừa giựt lên và cá nghe mùi thơm của cám rang thì lội tới từng bầy, từng bầy và gặp hột cườm đỏ tưởng mồi ngon và nuốt mồi. Lúc bấy giờ người câu chỉ cần giưt lên và để lưỡi câu vào rỗ tự động cá sứt ra và cứ tiếp tục quăng câu xuống rồi giựt lưỡi câu lên và câu tiếp liên tục như vậy.
Đối với các loại cá lành canh, có thể cùng câu bằng cách dùng lưỡi câu uốn bằng kim may áo quần, gắn hột cườm màu đỏ vào lưỡi câu rồi rang cám cho thơm nhữ mồi và người câu cá chỉ cần chọn nền nào vừa êm, vừa mát và nhất là không có tàn nhánh cây vướng nhợ câu và cứ thế ngồi cầm cần câu vừa ném xuống vừa giựt lên và cá nghe mùi thơm của cám rang ùn ùn lội tới từng bầy, từng bầy và gặp hột cườm đỏ tưởng mồi ngon và nuốt mồi. Lúc bấy giờ người câu chỉ cần giưt lên và để lưỡi câu vào rỗ tự động cá sứt ra và cứ tiếp tục quăng câu xuống rồi giựt lưỡi câu lên và câu tiếp liên tục như vậy. Có khi mỗi một nền câu, người ta câu được vài ba cân cá.

## Thời điểm
Vùng sông nước thường canh theo mùa nước nổi, nước ròng tùy theo con nước. Mùa mưa ở miền Nam Việt Nam là “thời điểm vàng” để thu hoạch cá cắn câu từ tháng tư đến tháng mười một. chẳng hạn như vào khoảng tháng tư là thời điểm nước lên do mưa nhiều nên câu cá chốt rất được mùa. Cá chốt vào mùa này sinh đẻ rất nhiều nên câu rất dễ. Thời điểm tiếp đến tháng bảy, tháng tám là thời khắc câu các loại cá trê, cá chạch, cá lóc, cá trê thì việc biết “canh nước” là rất quan trọng. Có khi vào thời điểm ban đêm, ban ngày cũng tùy.

### Tháng 4

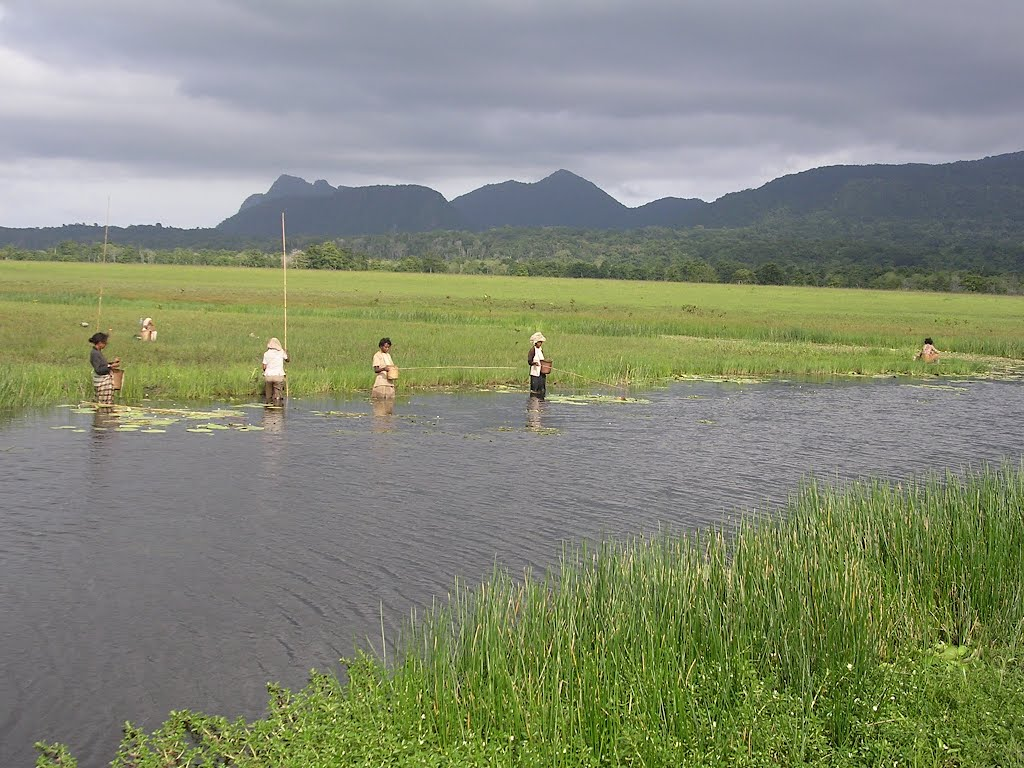
Câu cá rô phi, cá da trơn trên đồng khi nước lên

Vào tháng tư, mùa mưa đã qua được một thời gian ở miền Tây, Việt Nam. Nước bùn từ những con đường quê chảy xuống sông rạch khiến nước sông mùa này ngầu đục. Vào tháng năm, tháng sáu nước sông càng đục. Thời gian tháng Tư là cá chốt giấy bắt đầu sinh sản. Người dân thường dùng dế cơm, dế nhũi để câu cá chốt giấy, cá chốt trâu, cá chốt chuột và có một loại mồi độc đáo và rất nhạy đó là trứng kiến vàng. Có hai cách câu cá chốt là câu bằng cần trúc và câu quăng. Câu quăng phức tạp hơn, nhiều lưỡi câu được tóm vào một đầu của rường câu dài 30-40 mét mỗi lưỡi cách nhau 8 cm. Đầu kia buộc một cây sắt hoặc đá để khi quăng, sức nặng của đá sẽ kéo rường câu thẳng ra và chìm xuống lòng rạch.
Sau khi móc mồi, người câu đứng trên cầu hay các bến sông, cầm cục đá quăng rường câu ra giữa sông. Xong, họ buộc đầu rường còn lại vào cái sào dài và cắm xuống nước cho chìm sát lòng rạch rồi ngồi chờ cá đến ăn mồi. Chỉ chừng tàn điếu thuốc là họ nhổ cây sào lên, đưa rường vào bờ để gỡ cá. Người có xuồng thì bơi xuồng thả câu sau khi móc mồi vào rường. Kiểu câu xuồng này ít bị rối, có thể thả được nhiều rường câu rất nhanh. Những năm 1940, 1950 của thế kỷ trước, ở vùng sông rạch Long Xuyên – Châu Đốc có nhiều cá chốt. Hàng ngày, người ta thả câu lúc nước đứng lớn hoặc nước đứng ròng, khi đó nước chảy yếu, cá rất chịu ăn và rường câu cũng ít đứt. Vào mùa, chỉ cần quăng vài ba lượt là đủ cá ăn cả ngày. 

### Tháng 7

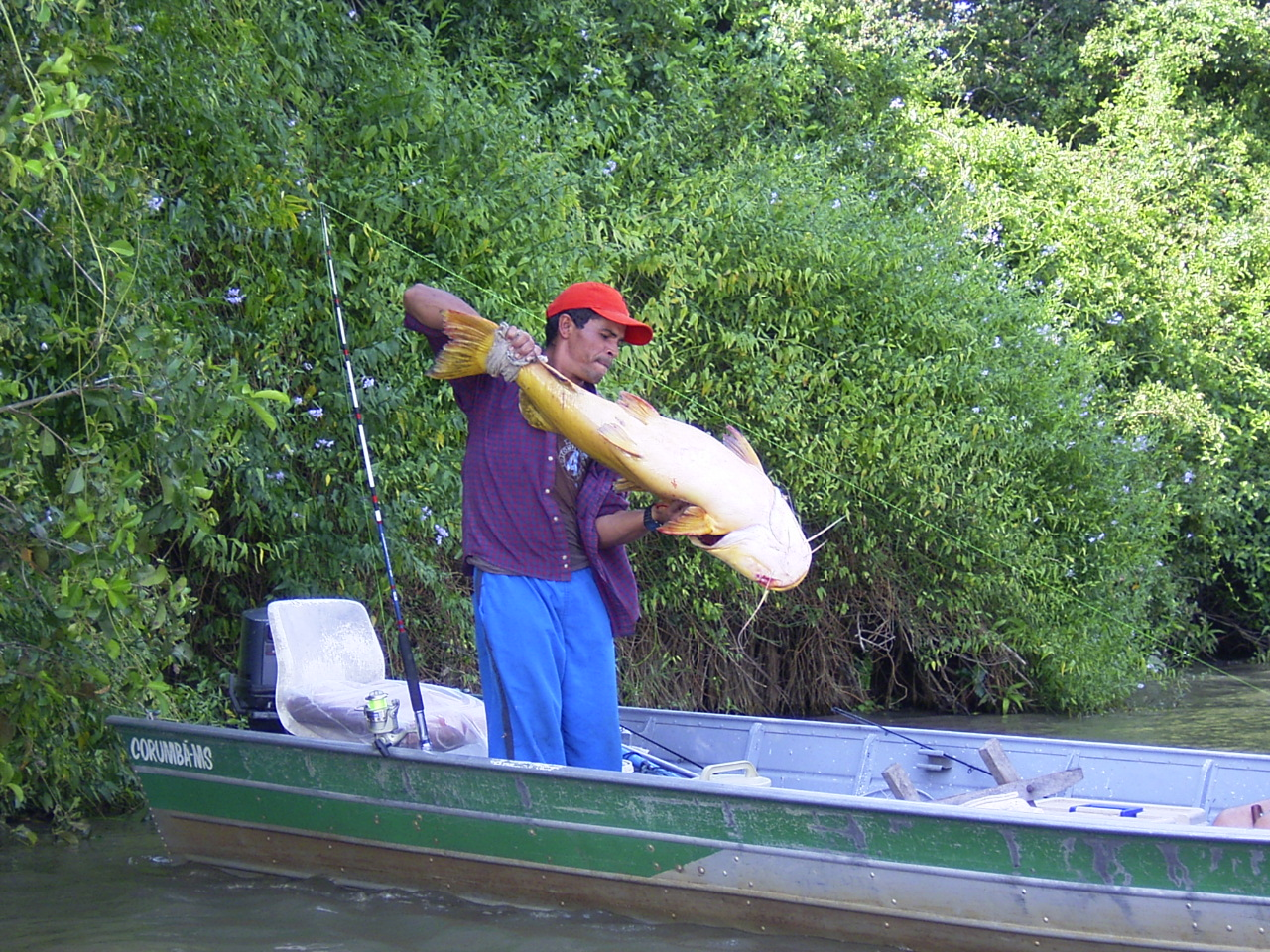
Một con cá da trơn câu được

Tháng 7, nước lớn tràn bờ, vượt qua vườn tược, tràn qua đám nưa, ngập theo các giồng mía khiến cho đám trùn trú trong những giồng mía cao bắt đầu di chuyển lên gò, nước tràn tới đâu thì cá theo tới đó, theo bản năng, chúng biết các chỗ cao sẽ có trùn nên men theo các giồng mía, giồng khoai, giồng nưa để ăn mồi trùn. Vậy nên nếu thấy cá quẫy ở những giồng mía lấp ló nước là dân quê làm cần câu cắm. Họ cắm dọc theo những nơi thấy cá quẫy. Những loài ăn cạn thường là cá trê trắng, trê vàng, cá chạch, cá lóc, cá chốt nhỏ còn cá lớn thì không lên cạn kiếm mồi theo kiểu này. Nhiều người không cắm mà giăng thành luồng, mỗi luồng khoảng 5-10 lưỡi câu cách nhau khoảng một 1 mét hoặc gần hơn.
Người câu không tóm hai lưỡi câu quá gần nếu không, khi lưỡi này dính cá thì cá khác sẽ không dám đến ăn mồi ở chỗ có hai lưỡi câu gần hai bên. Mồi câu cắm hoặc câu giăng theo các vạt đất gò vào mùa nước mới bò vào vườn thường là mồi trùn vì đa phần cá lóc, cá trê kiếm mồi ở thời gian này là kiếm trùn. Mùa này, trùn dồn lên gò cao tránh nước nên cũng dễ đào. Hai loại trùn mà cá ưa nhất là trùn hổ và trùn huyết. Trùn cơm thì chúng không thích bằng, hơn nữa trùn cơm không dai như hai loại trùn kia, cá rỉa mau hết, hao mồi nên dân câu ít sử dụng.

### Tháng 8
Tháng 8, nước đã ngập đồng. Lúc này dân quê mới thực sự vào mùa câu giăng bắt cá lóc, cá trê trên những cánh đồng lúa mùa. Đồng lớn, nước sâu nên ít ai câu cắm bằng cần mà giăng những luồng câu rất dài, băng qua nhiều vạt đất, qua nhiều lung, vũng, đìa, bàu đầy cá. Câu loại cá gì thì dùng lưỡi đó: cá lóc thì lưỡi đúc, cá trê hợp với lưỡi câu dấu ó, còn cá thác lác, cá trèn người ta dùng lưỡi câu dấu ó có vọng nhỏ hơn loại câu cá trê. Họ thường giăng ở những cánh đồng lớn ở Bình Di Bắc Nam, Luỳnh Quỳnh, Tám Ngàn, Đồng Tháp Mười. Người câu giăng dài ngày ít ai bán cá còn sống, họ thường rộng cho cá sống rồi mang về nhà, chỉ bán nếu nhiều quá không còn chỗ chứa. Cá giăng được mùa này thường là cá lóc, cá trê trắng, cá trê vàng.
Mùa câu cá rô bắt đầu từ tháng 8, tháng 9. Những tháng này, trên những cánh đồng lúa mùa nước rất trong, có thể thấy bầy cá lòng tong, cá rô đồng ùa theo ăn phấn lúa rơi rớt trên mặt nước. Mồi câu là trứng kiến vàng, gạch cua, cua ướm lột, cào cào, châu chấu, váng nhện giăng trên lá lúa. Do câu cá rô dễ nên mùa tháng tám, tháng chín ở các chợ làng, chợ quê bán nhiều cá rô câu và cá sặt. Người không có xuồng lên đồng thì đem rổ xuống kênh, rạch, tìm nơi nào có bóng mát và không vướng cây cỏ để câu cá lòng tong, cá mại, cá thiểu béo ngậy. Mồi nhử là cám rang thật thơm, mồi câu là một hạt cườm màu đỏ hoặc vàng, đem xỏ qua lưỡi câu rồi dùng chỉ buộc chận lai không để cườm vuột ra. 

### Tháng 9

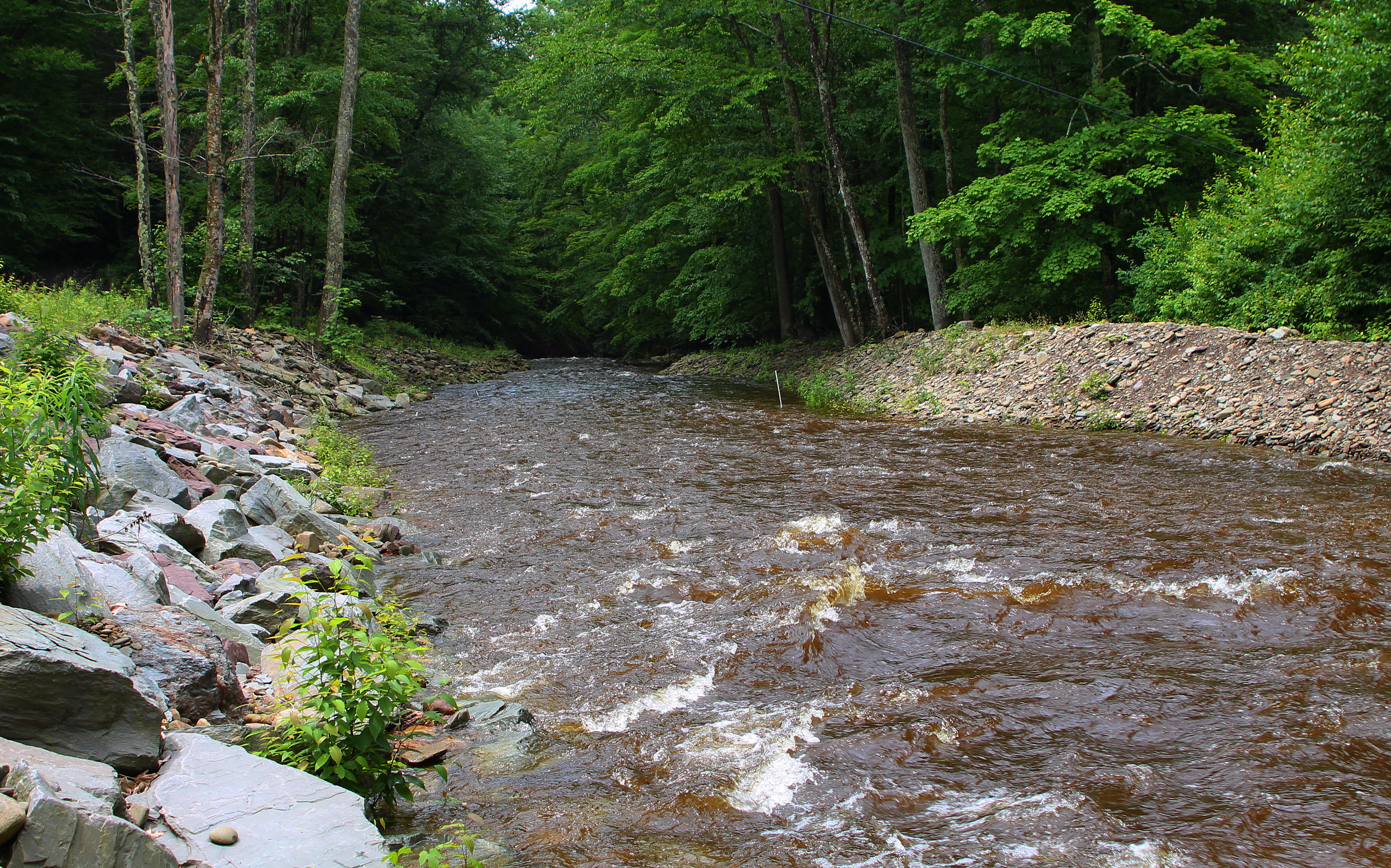
Một dòng sông chảy xiết

Vào mùa nước lên, nhất là vào tháng tám, tháng chín âm lịch, cá lòng tong mương rất béo, chúng ưa ở nơi các vàm mương nước chảy mạnh và thức ăn của loại cá lòng tong mương này là cá lòng tong bay hoặc các loài cá nhỏ khác. Thường thường dân quê hay câu cá này bằng mồi cá lòng tong bay hoặc dùng miếng thiếc mõng gắn vào lưỡi câu rồi kéo rê ngược nước nơi các vàm mương; cá lòng tong mương thấy miếng thiếc lấp lánh tưởng cá lòng tong bay nên chúng nhào theo và cắn miếng mồi giả này và dính câu.
Vào tháng 9, tháng 10, ai muốn câu cá thác lác, cá trèn thì chuẩn bị mồi tép cùng loại lưỡi câu dấu ó có vọng câu nhỏ. Loài cá này rất thích mồi tép và tép cũng dễ tìm vào mùa này. Đến mùa nước giựt (tức nước rút), dân câu chuyển sang câu giăng bằng mồi cua. Người ta câu bằng cách giăng ngầm, luồng câu bủa sát mặt đất ruộng, mồi là cua còn sống, do vậy mục đích dọn luồng là để cua có chỗ bò tới bò lui cho cá dạn ăn mồi. Muốn con mồi sống lâu, người ta móc lưỡi câu vào càng áp út, tránh móc vào yếm hoặc hai mắt của con cua nếu không sẽ làm cua mau chết, cá lóc không ăn.
Cá dính câu mồi cua thường là cá lóc, hiếm khi thấy cá lóc nhỏ mắc câu mồi cua, điều này cho thấy cá lớn thường ăn ngầm (ăn đáy) còn cá nhỏ ăn mồi nổi, giống như lúc giăng câu vào đầu mùa nước. Nước giựt cũng là lúc sắp có gió bấc, cá lạnh, ê răng nên thích ăn mồi cắt lát hơn. Người câu dùng cá linh cắt đôi làm mồi hoặc ốc bươu, ốc lác lớn cắt lát. Còn các mùa khác thì mồi chủ yếu là nhái hoặc mồi chạy (cá linh, cá ròng ròng, cá sặt, cá rằm). 

### Tháng 11
Thời gian này, cá lóc lớn vẫn còn rất nhiều ở trên đồng. Chúng bám theo các lung, vũng nên dân câu lại trở vể kiểu câu cắm với mồi cua và mồi ốc. Những con cá lớn sau khi mắc lưỡi thường quấn mình vào gốc rạ nên ít khi bị sẩy. Những tháng nước giựt, cá bắt đầu xuống sông, kinh, rạch. Người câu giăng thì chọn giăng câu ở sông, rạch còn dân chuyên câu bằng cần thì chọn câu ở mấy gốc gáo, gốc bần, mấy đống chà. Họ câu cá rô đồng, cá rô biển, cá thác lác, cá chạch lấu. Mồi câu là tép đất vì đây là món ăn ưa thích của các loài cá này. Nhưng nói đến câu sông bằng cần không thể không nhắc đến mùa câu nước đục, câu cá mè vinh, cá dảnh, cá he tháng 5, tháng 6 âm lịch. Với cá dảnh, cá mè vinh thì câu bằng mồi rong đuôi chồn, loại rong mọc nhiều ở các ruộng lúa, rất dễ tìm. Còn câu cá he thì có loại mồi lá cứt quạ, hạt gòn rang. 

### Tháng 12

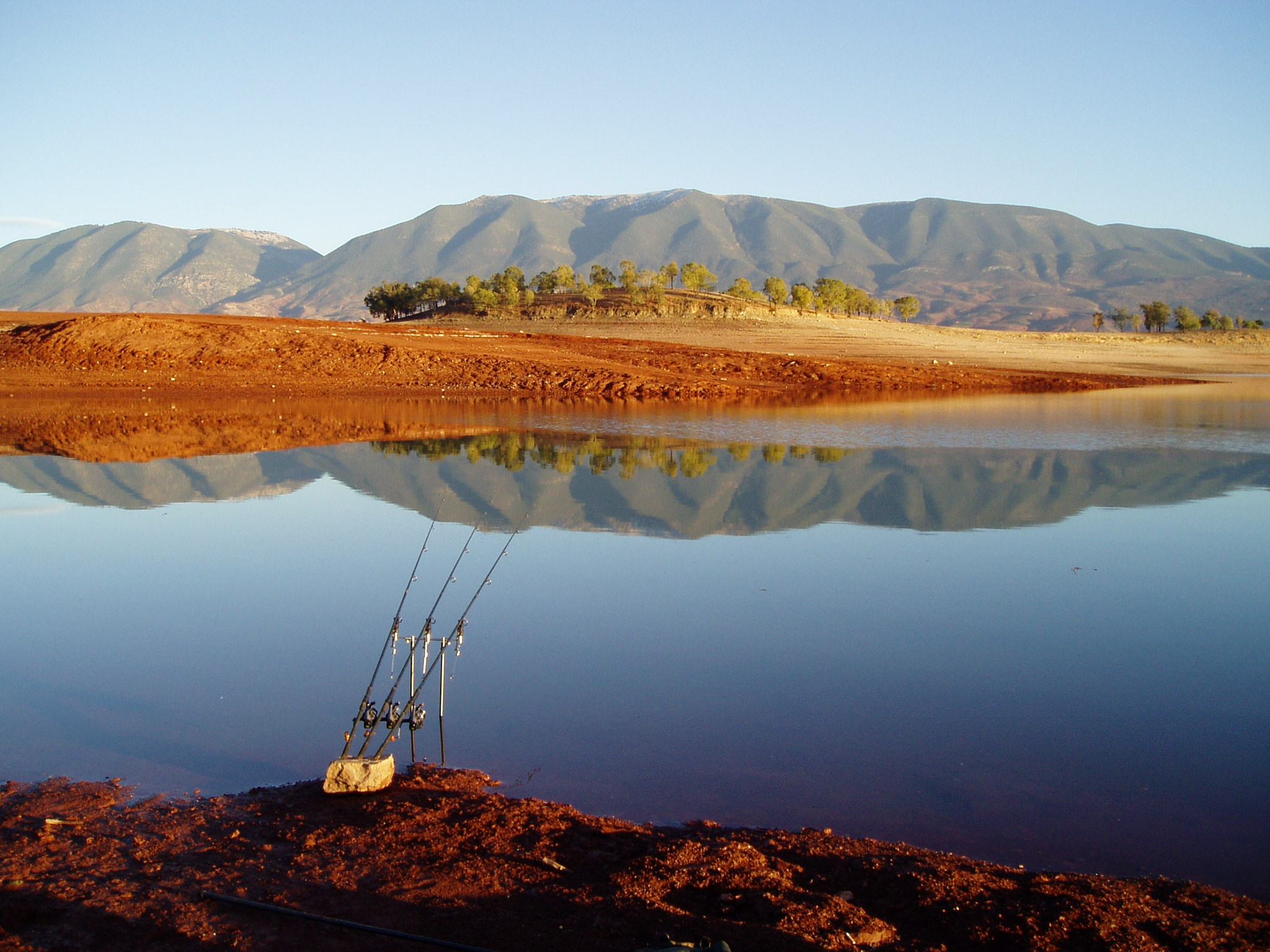
Câu cá trên sông mùa lặng nước

Vào tháng này cá gần như đã xuống sông hết. Nếu còn thì chỉ là cá lóc, cá trê, cá rô còn mắc kẹt trên các đìa bàu, lung, vũng. Khu vực có nhiều cỏ lác, những loài cá này ưa thích chất rong bùn ở đồng ruộng nên chưa vội xuống sông rạch. Con nào xuống sớm thường bị các cụ già mê câu nhắp, câu rê chờ sẵn đón đường ở nơi có nhiều chà, các gốc cây lớn như gáo, bần. Họ câu bằng những chiếc cần dài, dây ngắn khoảng 3 mét. Mồi câu mùa này là cá rằm, cá rô đồng, cá rô biển chiều ngang bằng hai ngón tay. Chỉ cần ngồi ở mũi xuồng mà thả câu, mỗi ngày có thể kiếm được 5–10 kg cá. Nếu không có xuồng, họ đi trên bờ rạch, rê cần ở mấy lỗ trống hoặc các gốc cây cũng rất nhiều cá lóc.